# Никунау
Никунау (англ. Nikunau) — атолл в архипелаге Гилберта в Тихом океане. Расположен в 41 км к востоку от атолла Беру. Площадь — 19,08 км².

## География
В центре атолла расположено несколько солёных лагун, изолированных от океанических вод. Никунау окружён узким окаймляющим рифом. Растительность в основном представлена кокосовыми пальмами и панданусом.

## Население
По переписи 2010 года население атолла Никунау составляет 1907 человек.

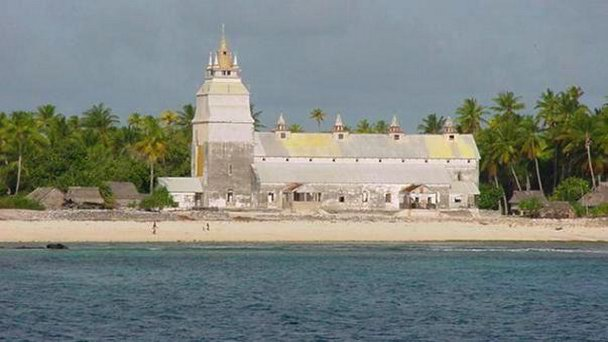
Местная Манеаба

| Поселение  | Английское название | Население, чел. (2010) |
| ---------- | ------------------- | ---------------------- |
| Мурибенуа  | Muribenua           | 240                    |
| Табутоа    | Tabutoa             | 154                    |
| Рунгата    | Rungata             | 976                    |
| Манрики    | Manriki             | 184                    |
| Никуману   | Nikumanu            | 265                    |
| Табоматанг | Tabomatang          | 88                     |
| Всего      |                     | 1907                   |

## Транспорт
На острове имеется взлётно-посадочная полоса. Национальная авиакомпания «Эйр Кирибати» осуществляет регулярные полёты на другие острова в архипелаге Гилберта.